# Ejido Vicente Guerrero
Ejido Vicente Guerrero är en ort i Mexiko.   Den ligger i kommunen Pánuco och delstaten Veracruz, i den östra delen av landet, 300 km norr om huvudstaden Mexico City. Ejido Vicente Guerrero ligger 52 meter över havet och antalet invånare är 112.
Terrängen runt Ejido Vicente Guerrero är platt. Runt Ejido Vicente Guerrero är det ganska glesbefolkat, med 32 invånare per kvadratkilometer. Närmaste större samhälle är Tlaxcalita, 14,6 km nordost om Ejido Vicente Guerrero. Trakten runt Ejido Vicente Guerrero består till största delen av jordbruksmark.